# Richie Ramone
Richie Ramone, właściwie Richard Reinhardt (ur. 11 sierpnia 1957 Queens, Nowy Jork) – amerykański perkusista znany przede wszystkim jako członek grupy Ramones.

## Kariera
Richie Ramone dołączył do zespołu Ramones w 1983 po wydaniu płyty Subterranean Jungle, zastępując w nim Marky’ego Ramone’a, który miał problemy z alkoholem. Wziął udział w nagraniu trzech kolejnych płyt: Too Tough to Die, Animal Boy i Halfway to Sanity. Jest autorem utworów: „Smash You”, „Somebody Put Something In My Drink”, „Humankind”, „I’m Not Jesus”, „I Know Better Now” i „(You) Can’t Say Anything Nice”.
W 1987 niespodziewanie opuścił zespół z powodu konfliktu z pozostałymi muzykami na tle finansowym. Po odejściu z Ramones, jeszcze krótko współpracował z Dee Dee Ramone przy jego dokonaniach solowych.
Od początku lat 90. pracował jako menedżer hotelu, jednocześnie pozostając aktywny muzycznie jako kompozytor i instrumentalista. W 2007 zadebiutował z orkiestrą „Pasadena Pops” 17–minutową kompozycją „Suite for Drums and Orchestra” – opartą na motywach „West Side Story”.

## Dyskografia

### Ramones
- Too Tough to Die (1984)
- Animal Boy (1986)
- Halfway to Sanity (1987)